# 练江 (猊江)
练江也称练庄河、大练庄河，是中国云南省南盘江支流曲江的一条右岸支流，发源于石屏县哨冲镇水瓜冲，一说发源于石屏县通龙黑村，自西南向东北流，在龙武镇鹅脖子出石屏县境进入峨山彝族自治县后转而流向东北方，穿过峨山县城双江街道后于大白邑汇入猊江（曲江在峨山县内河段的名称）。全长49.6公里，流域面积294.9平方千米。其中石屏县境内河长31.2公里，积水面积202.9平方千米，峨山县境内河长18.4公里，径流面积92平方千米。